# BE Camelopardalis

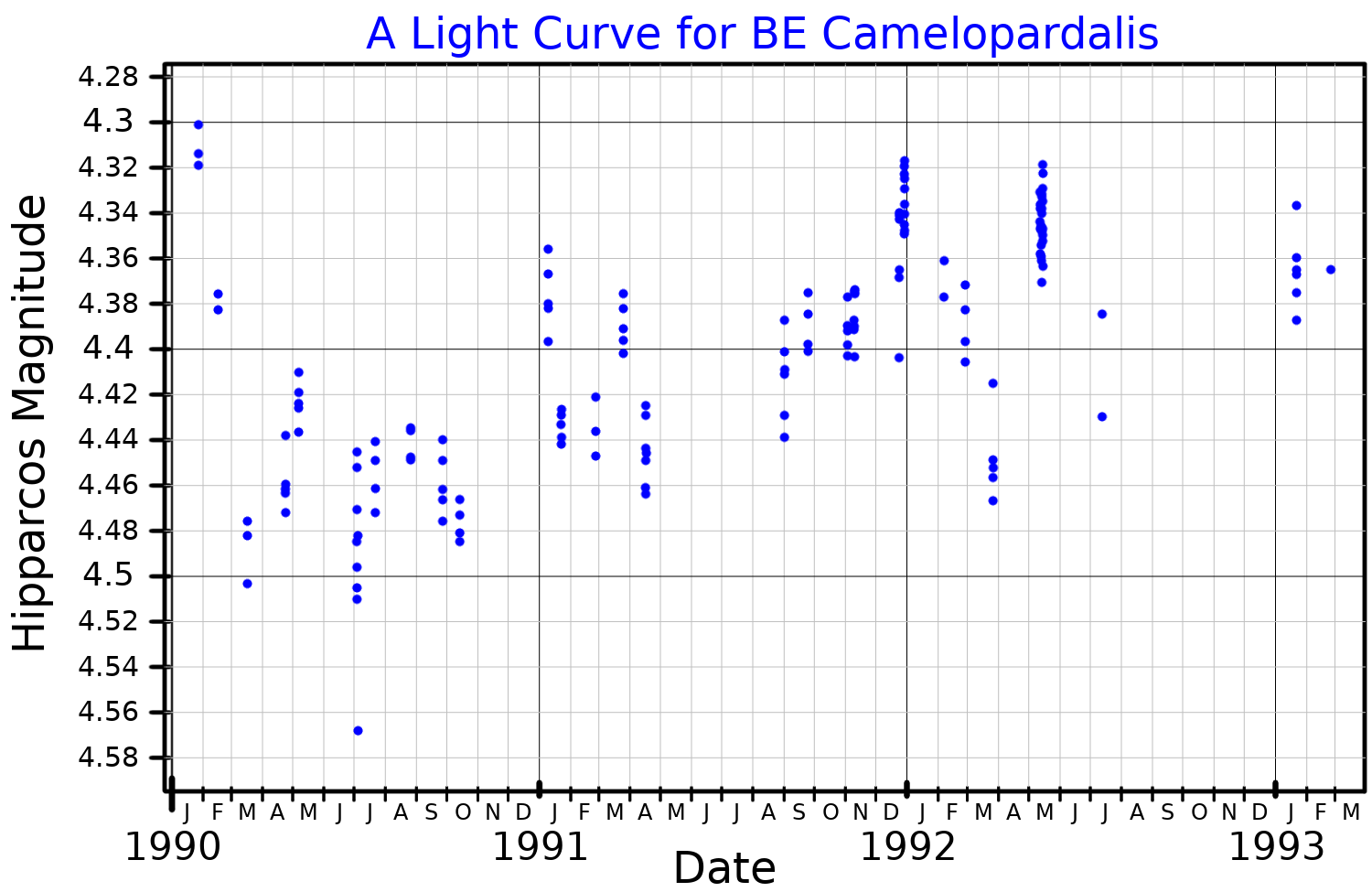
Curva de luz para BE Camelopardalis, trazada a partir de datos de Hipparcos de 2021

BE Camelopardalis (BE Cam / HD 23475 / HR 1155) es una estrella variable de magnitud aparente media +4,47.
Encuadrada en la constelación de Camelopardalis, es la cuarta estrella más brillante de la misma detrás de β Camelopardalis, CS Camelopardalis y α Camelopardalis.
BE Camelopardalis es una gigante roja luminosa de tipo espectral M2.5II.
Su temperatura superficial es de 3625 K —3450 K según otro estudio— y su luminosidad bolométrica —en todas las longitudes de onda— es 5471 veces mayor que la luminosidad solar.
La medida por interferometría de su diámetro angular en banda K es de 8,10 ± 0,60 milisegundos de arco.
Considerando que se encuentra a 788 años luz de acuerdo a la nueva reducción de los datos de paralaje del satélite Hipparcos, su diámetro real es 210 veces más grande que el del Sol; esta cifra es solo aproximada, pues otro estudio aumenta la distancia a la que se encuentra BE Camelopardalis hasta los 926 años luz.
BE Camelopardalis posee una masa estimada de 2,93 masas solares.
Es una variable pulsante irregular de tipo LC —cuyo prototipo es TZ Cassiopeiae— con una variación de brillo de 0,13 magnitudes, sin que exista período conocido.